# Centralamerikansk trupial
Centralamerikansk trupial (Icterus prosthemelas) är en fågel i familjen trupialer inom ordningen tättingar.

## Utbredning och systematik
Centralamerikansk trupial delas in i två underarter:
- I. p. prosthemelas – förekommer i sluttningen mot Karibien från sydöstra Mexico (södra Veracruz) till Nicaragua
- I. p. praecox – förekommer i sluttningen mot Karibien i Costa Rica och närliggande västra Panama

## Status och hot
Arten har ett stort utbredningsområde, men tros minska i antal, dock inte tillräckligt kraftigt för att den ska betraktas som hotad. Internationella naturvårdsunionen IUCN listar arten som livskraftig (LC). Beståndet uppskattas till i storleksordningen en halv miljon till fem miljoner vuxna individer.